# Edward D. Hoch
Edward Dentinger Hoch (* 22. Februar 1930 in Rochester, New York; † 17. Januar 2008 ebenda) war ein US-amerikanischer Krimi- und Science-Fiction-Autor. Obwohl er auch einige Romane geschrieben hat, ist er vor allem für seine zahllosen Kurzgeschichten bekannt.

## Leben und Werk
Edward D. Hoch studierte von 1947 bis 1949 an der University of Rochester, war Bibliothekar in einer öffentlichen Bibliothek und diente 1950 bis 1952 in der US Army. Danach war er für Pocket Books und in der Werbung tätig, ehe er sich 1968 als Schriftsteller selbständig machte.
Hoch begann 1950 mit dem Schreiben; seine erste Geschichte erschien 1955 in Famous Detective Stories und es folgten weitere Geschichten im The Saint Mystery Magazine. Ab Januar 1962 erschien er im Alfred Hitchcock’s Mystery Magazine (AHMM). Im Dezember 1962 begann seine erfolgreichste Zusammenarbeit mit dem Erscheinen seiner ersten Geschichte im Ellery Queen’s Mystery Magazine; seither wurden im EQMM über 450 Geschichten von Hoch veröffentlicht, etwa die Hälfte seines Gesamtschaffens. Ab Mai 1973 veröffentlichte das Magazin in jeder Monatsausgabe eine neue Geschichte des Autors und bis zum Mai 2004 war er erstaunliche 31 Jahre lang in jeder Ausgabe vertreten.
Hoch war ein Meister der klassischen Detektivgeschichte, wobei die Betonung mehr auf der Aufklärung von Geheimnissen als auf Spannung und Action lag; EQMM bezeichnete ihn als „The King of the Classical Whodunit“ (König der klassischen Tätersuche). Seine Geschichten haben meist eine straffe Handlung mit sorgfältig und fair dargebotenen Hinweisen, sowohl handfester als auch psychologischer Art. Eine besondere Vorliebe hat er für „unmögliche Verbrechen“ (meist Morde), die allem Anschein nach gar nicht begangen worden sein konnten; er hat zahlreiche Varianten der verschlossenen Räume erfunden, wie sie unter anderem John Dickson Carr berühmt gemacht hat. Ein Beispiel ist The Second Problem of the Covered Bridge, wo ein Mann allein auf einer überdachten Brücke aus nächster Nähe erschossen wird, während beide Ausgänge des Brückenüberbaus von jeder Menge Zeugen beobachtet werden.
Weitere Namen, unter denen Hoch Geschichten veröffentlicht hat, sind „Stephen Dentinger“, „R. L. Stevens“, „Pat McMahon“, „Anthony Circus“ und „Mr. X“. In vielen Fällen hatte er gleichzeitig eine Geschichte unter seinem eigenen Namen in derselben Ausgabe der Zeitschrift.
2001 wurde ihm die höchste Auszeichnung der US-Krimiautoren, der Grand Master Award der Mystery Writers of America, verliehen. Er war der erste Grand Master, der vor allem für seine Kurzgeschichten und nicht für Romane bekannt wurde.

## Serien
Im weit überwiegenden Teil seiner Geschichten verwendet Hoch wiederkehrende Figuren. Allein für das EQMM hat er mindestens ein Dutzend Serien geschaffen. Seine Serie mit Captain Leopold hat mittlerweile über 100 Folgen.

### Nick Velvet
Nick Velvet ist ein professioneller Auftragsdieb mit einer besonderen Eigenheit: Für einen Pauschalbetrag stiehlt er nur Gegenstände von anscheinend vernachlässigbarem Wert. Seit seinem ersten Auftritt im EQMM im September 1966 hat er Dinge gestohlen wie ein altes Spinnennetz (das er wieder ersetzen musste), eine einen Tag alte Zeitung und einen gebrauchten Teebeutel. Ursprünglich verlangte er 20.000 $ für einen Diebstahl. 1980 erhöhte er den Betrag auf 25.000 $ auf Drängen seiner langjährigen Freundin Gloria (die Nick 1965 bei einem Einbruch in ihr New Yorker Apartment kennengelernt hatte); im neuen Jahrtausend stieg sein Honorar auf 50.000 $. Anders als viele literarische Diebe arbeitet Nick gewöhnlich alleine – tatsächlich glaubte Gloria bis 1979, dass Nick für die US-Regierung arbeite.
Die Diebesgeschichten mit Nick Velvet vereinen üblicherweise einen fast unmöglichen Diebstahl mit dem Rätsel, warum jemand 20.000 $ zahlt, um einen anscheinend wertlosen Gegenstand stehlen zu lassen. Obwohl Nick Velvet scheinbar so wenig neugierig ist wie seine Ziele wertvoll, zwingen ihn gewöhnlich die Umstände dazu, die wahren Motive seiner Auftraggeber zu finden, wodurch er genauso zum Detektiv wird wie Hochs herkömmlichere Figuren. Die meisten Nick-Velvet-Geschichten sind locker und lustig geschrieben und erinnern an die frühen Simon-Templar-Geschichten von Leslie Charteris. Dass Nicks gewählter Beruf tiefgreifend unmoralisch ist, wird oft wettgemacht durch die höhere Gerechtigkeit, die aus seiner Detektivtätigkeit resultiert.
Mit der Nick-Velvet-Geschichte The Theft of the Circus Poster begann im Mai 1973 Hochs ununterbrochene Kette von monatlichen Beiträgen im EQMM. The Theft of the Rusty Bookmark vom Januar 1998 handelt von dem real-existierenden Mysterious Bookshop in New York City und dem wirklichen Besitzer Otto Penzler. Alle Nick-Velvet-Geschichten werden – wie die meisten von Hochs Geschichten – in der dritten Person erzählt; einzige Ausnahme ist The Theft of Gloria's Greatcoat (Mai 1998), das die erste Begegnung von Nick und Gloria beschreibt und aus der Sicht von Gloria erzählt wird.

### Captain Leopold
Captain Leopold ist Kriminalpolizist und Leiter der Abteilung Gewaltverbrechen der Polizei in einer namenlosen Stadt in Connecticut. Er, Lieutenant Fletcher und Sergeant Connie Trent gehören zu Hochs herkömmlichen Charakteren. Oberflächlich sind die Geschichten Polizeikrimis, die die Zusammenarbeit der Polizisten bei der Ermittlungsarbeit zeigen, aber die Verbrechen sind meist ungewöhnlich und zeigen Hochs gekonntes Entwickeln von Handlungen und Setzen von Hinweisen. Die Fälle werden dabei normalerweise durch die Schlussfolgerungen von Leopold und seinen Kameraden gelöst und nicht durch einfache Polizeiarbeit. Auch unmögliche Verbrechen und verschlossene Räume gehören dazu.
An den Leopold-Geschichten kann man am besten sehen, was Hochs Seriengeschichten auch so reizvoll macht: Die Figuren altern und verändern sich mit der Zeit wie in Wirklichkeit. Im Laufe der Serie wurde Leopold geschieden, hat wieder geheiratet, ging in den Ruhestand, kehrte zur Arbeit zurück und wurde ein zweites Mal pensioniert. Lieutenant Fletcher wurde zum Captain befördert und nahm seinen Posten ein, Connie Trent wurde zum Lieutenant befördert. In den neueren Geschichten stehen Fletcher und Trent im Vordergrund und Leopold spielt nur noch den geschätzten Ratgeber.
Leopold erschien erstmals 1957 als Nebenfigur in einer Geschichte. In The Theft of Leopold's Badge vom März 1991 brachte Hoch Captain Leopold und Nick Velvet in einer Geschichte zusammen. Die Mehrzahl der Leopold-Geschichten ist im EQMM erschienen, einige weitere auch im AHMM.

### Dr. Sam Hawthorne
Dr. Sam Hawthorne ist ein pensionierter Hausarzt, der gleichzeitig Spezialist für „unmögliche Morde“ ist. Seine Geschichten werden erzählt als Erinnerungen an die 20er, 30er und 40er Jahre, als er in einer Kleinstadt praktizierte. Sam Hawthorne versucht ein ruhiges Leben in der fiktiven Stadt Northmont in Neuengland zu führen, doch wo er auch hinkommt scheint immer jemand auf die unmöglichste Weise zu sterben.
Die seit 1974 erscheinenden Sam-Hawthorne-Geschichten sind sorgfältig recherchierte historische Werke voll zeitgenössischer Details über Sams Auto, die damaligen Behandlungsmethoden, Politik und Mode. Die Geschichten dieser Serie gehören zu Hochs menschlichsten Erzählungen: Sam selbst ist ein fröhlicher Mensch und erzählt seine Geschichten humorvoll, aber seine Ich-Erzählweise gewährt dem Leser engen Einblick in seine Sorge um die untersuchten Morde und das Mitgefühl mit den Hinterbliebenen. Da die meisten Geschichten in derselben Kleinstadt spielen, ist die Zahl der wiederkehrenden Nebenfiguren größer als normal.
Die frühen Geschichten der Serie enthalten eine Besonderheit: Jede endet mit einer Anspielung auf das zentrale Rätsel der nächsten Geschichte und am Anfang jeder Geschichte wird auf diesen Hinweis Bezug genommen. Manchmal wird solch ein Stilmittel nachträglich für eine Anthologie eingefügt, um eine Durchgängigkeit herzustellen, aber bei der Erstveröffentlichung unabhängiger Geschichten einer Serie ist das sehr ungewöhnlich.

### Simon Ark
Simon Ark ist Hochs erster Detektiv und tritt seit der Mitte der 1950er Jahre in mehr als sechzig eher melancholischen als reißerischen Geschichten auf. Er ist ein zweitausend Jahre alter Magier und koptischer Priester, der die „irdischen“ Lösungen übernatürlich scheinender Verbrechen findet und es dabei mit Satanisten, Werwölfen und Hexen zu tun bekommt.

### Weitere
- Jeffery Rand, Geheimdienstexperte für Verschlüsselungscodes und Geheimschriften
- Sir Gideon Parrot, eine parodierende Mischung aus Dr. Gideon Fell (John Dickson Carr) und Hercule Poirot (Agatha Christie)
- Michael Vlado, ein junger osteuropäischer Zigeunerkönig
- Alexander Swift, Geheimagent von George Washington im Amerikanischen Unabhängigkeitskrieg
- Barney Hamet, ein Krimischriftsteller
- Ben Snow, der in surrealen Kriminalfällen im Wilden Westen zwischen 1992 und 1908 ermittelt
- Susan Holt ergänzt Hochs Schaffen um eine Detektivin, sie ist in der Personalabteilung einer Kaufhauskette tätig

Des Weiteren gibt es unter anderem einige Interpol-Geschichten und drei Science-Fiction-Krimis.

## Auszeichnungen
- 1968: Edgar Allan Poe Award (Kategorie Best Short Story) für die Kurzgeschichte The Oblong Room
- 1998: Anthony Award (Kategorie Beste Kurzgeschichte) für One Bag of Coconuts
- 2001: Anthony Award (Kategorie Beste Kurzgeschichte) für The Problem of the Potting Shed
- 2000: Shamus Award (THE EYE – Lifetime Achievement Award) der Private Eye Writers of America (PWA) in Anerkennung seines Lebenswerkes
- 2001: Grand Master Award, die höchste Auszeichnung der Mystery Writers of America (MWA) für besondere Leistungen im Krimi-Genre und gleichbleibend hohe Qualität seiner Werke
- 2005: Barry Award (Kategorie Beste Kurzgeschichte) für The War In Wonderland

## Werke
- als Ellery Queen: The Shattered Raven. Roman. 1969 (dt. Schuß aus dem Mikrophon. Frankfurt am Main, Berlin, Wien 1970).
- The Transvection Machine. Roman. 1971 (dt. Die Computer-Cops. Bergisch Gladbach 1974).
- The Judges of Hades And Other Simon Ark Stories. Erzählungssammlung 1971 (dt. Schock um Mitternacht. Rastatt 1975, Anthologie mit Simon-Ark-Geschichten).
- City Of Brass. Erzählungssammlung um Simon Ark. 1971.
- The Fellowship Of The Hand. Roman. 1973.
- The Quests Of Simon Ark. Erzählungssammlung um Simon Ark. 1984.
- Leopold's Way. Erzählungssammlung um Captain Leopold. 1985.
- The Frankenstein Factory. Roman 1975 (dt. Frankensteins Fabrik. Zürich 1987).
- The Thefts Of Nick Velvet. Erzählungssammlung um Nick Velvet. 1978.
- The Night My Friend. Erzählungssammlung. 1991.
- Diagnosis Impossible. Erzählungssammlung um Sam Hawthorne. 1996.
- The Ripper Of Storyville And Other Ben Snow Tales. Erzählungssammlung um Ben Snow. 1997.
- The Velvet Touch. Erzählungssammlung um Nick Velvet. 2000.
- The Old Spies Club. Erzählungssammlung um Jeffery Rand. 2001.
- The Night People. Erzählungssammlung. 2001.
- The Iron Angel And Other Tales Of The Gypsie Sleath. Erzählungssammlung um Michael Vlado. 2003.

Hochs Hauptwerk umfasst geschätzt 900 Kurzgeschichten, die vorwiegend in Magazinen und Anthologien erschienen sind. Daneben hat er noch mehrere Dutzend Romane geschrieben.